# 685 a.C.

## Eventos
- Fim do Ministério por Isaías que tinha iniciado em 745 a.C.